# 714
| 714                |
| ------------------ |
| Dødsfald - Fødsler |
|                    |

| Gregoriansk kalender | 714 DCCXIV              |
| Ab urbe condita      | 1467                    |
| Armensk kalender     | 163 ԹՎ ՃԿԳ              |
| Kinesiske kalender   | 3410 – 3411 癸丑 – 甲寅 |
| Etiopisk kalender    | 706 – 707               |
| Jødisk kalender      | 4474 – 4475             |
| Hindukalendere       |                         |
| - Vikram Samvat      | 769 – 770               |
| - Shaka Samvat       | 636 – 637               |
| - Kali Yuga          | 3815 – 3816             |
| Iransk kalender      | 92 – 93                 |
| Islamisk kalender    | 95 – 96                 |

Se også 714 (tal)